# Carlos Araújo Carretero
Carlos Araújo Carretero, (Sevilla, 1856-Bilbao, 4 de octubre de 1925), poeta, pedagogo, periodista y pastor protestante reformado español.
Nacido en Sevilla, se licenció en Ciencias y conoció el Evangelio a través de las primeras predicaciones del obispo Juan Bautista Cabrera; fue maestro de primera enseñanza en las Escuelas Evangélicas de Sevilla, Puerto de Santa María, Málaga y Santander. Desde 1880 fue Pastor de la Iglesia Evangélica Española en Zaragoza (donde fue ordenado en 1885) e ingresó en la Masonería, logia Constancia N°. 238 de Zaragoza con el nombre de Gustavo Adolfo; alcanzó los grados de Orador en 1914, Primer Vigilante en 1915 y Venerable Maestro en 1916. Desde 1918 predicó en Bilbao hasta el día de su muerte. Colaboró en una nueva traducción del Nuevo Testamento desde el original griego (1912-1916). Se casó y tuvo 13 hijos.
Publicó muchas poesías en revistas de España y América Latina y dejó tres libros de versos: La misión de Fray Martín 1885 (poema sobre Lutero); Versos para niños, 1909 (dedicado a las escuelas), y Poesías escogidas. Como pastor publicó Sermones Breves, 1899 (primer libro de esta índole publicado por un protestante español) y varios textos escolares sobre Ciencias (publicados por la casa Bastinos, de Barcelona), además de otros títulos como Historias bíblicas (1910), Lecturas selectas (1910) y Las siete palabras de Cristo en la cruz (1916), editados por la representación española de la Religious Tract Society. Como periodista dirigió Esfuerzo Cristiano, órgano español de la Convención Nacional de Esfuerzo Cristiano, organización juvenil fundada por el doctor Francis E. Clark, y colaboró en El liberal de Bilbao, dirigido por un antiguo alumno de los Colegios protestantes reformados, Indalecio Prieto. 